# بلفاست (فلم)
بلفاست (بالإنجليزية: Belfast) هو فيلم كوميديا دراما بريطاني من تأليف وإخراج كينيث براناه وبطولة كاترينا بالف، جودي دينش، جيمي دورنان، كيران هايندز وكولن مورغان. صدر الفيلم في المملكة المتحدة في 21 يناير 2022.

## روابط خارجية
مقالات تستعمل روابط فنية بلا صلة مع ويكي بيانات